# Liber pontificalis
Il Liber pontificalis (in latino, Libro dei Papi) è una memoria ufficiale dei vescovi di Roma. Consiste in una raccolta di biografie dei pontefici, presentate in serie cronologica a partire da San Pietro, e compilate in vari tempi e da vari autori.

## Contenuto
Si pensa che nella forma attuale l'opera sia stata avviata nel V secolo, raccogliendo materiale anteriore per le biografie precedenti. Da quest'epoca in poi le biografie sono quasi coeve, solitamente scritte poco dopo la morte dei papi stessi. Le biografie furono composte a più riprese: la parte più antica, nota solo attraverso due diversi compendi (detti Epitome Feliciana ed Epitome Cononiana dai filologi), dovette essere composta tra la metà del VI secolo e il principio del VII e giunge a papa Felice IV (526-530).
Le prime notizie biografiche sui vescovi di Roma furono estratte dalle lapidi sepolcrali, dalle citazioni contenute negli atti dei martiri, o da fonti letterarie come libri o lettere. Contenevano informazioni essenziali: famiglia di origine, luogo di nascita, durata del pontificato, principali pronunciamenti (decreti, ordinazioni, nomine cardinalizie, ecc.), luogo di sepoltura e periodo trascorso dalla morte alla consacrazione del nuovo papa. La compilazione delle biografie si arrestò nell'ultimo quarto del IX secolo a causa delle turbolenze politiche che attraversarono la Chiesa di Roma. In quel torno di tempo le biografie si riducono a scarne schede con poche informazioni. Solo con papa Leone IX, duecento anni dopo l'interruzione la pratica compilatoria riprese vigore. Chi riprese la redazione delle vite dei papi compilò un elenco d'informazioni andando a ritroso nel tempo. Le vite dei pontefici, specialmente tra 900 e l'anno Mille, sono un elenco di nomi corredati da alcuni elementi di raccordo tra un pontificato e l'altro.
Le voci relative ai primi tre secoli sono in ogni caso utili come esempio di ciò che si conosceva nel V secolo sulle origini della Chiesa romana. Dal IV secolo in poi i compilatori sembrano muoversi su basi più sicure, anche se sono ancora presenti discrepanze ed errori. 
Nella seconda metà del XV secolo l'opera fu complessivamente rielaborata dall'umanista Bartolomeo Sacchi; egli proseguì le registrazioni delle biografie dei pontefici fino a papa Pio II.
La prima edizione a stampa fu pubblicata a Magonza nel 1602 a cura di Joannes Busaeus.

## Edizioni critiche
Il sovrapporsi di molti compilatori e autori, che si sono stratificati su un periodo di tempo molto lungo, ha reso difficile il lavoro dei filologi. L'esame testuale suggerisce l'esistenza di due versioni iniziali, dette rispettivamente Epitome feliciana ed Epitome cononiana, databili a prima del sacco di Roma del 546. Dopo di esse il Liber pontificalis non fu più emendato. A partire dal VII secolo (all'incirca all'epoca del pontificato di Onorio I) le voci sono contemporanee, aggiunte poco dopo la morte di ogni papa. Anche se riflettono gli orientamenti dell'autore, sono quantomeno ragionevolmente accurate.
Alla fine dell'Ottocento apparve l'edizione del Liber pontificalis a cura di Louis Duchesne (E. De Boccard, Paris 1886-1892), considerata oggi l'edizione critica fondamentale. Anche lo storico tedesco Theodor Mommsen ha realizzato un'edizione critica dell'opera, senza terminarla. Traduzioni e ulteriori commentari apparirono nel corso del XX secolo, ed erano dedicate alla scoperta dei livelli di storicità delle voci.
- Louis Duchesne, Le Liber Pontificalis. Texte, introduction et commentaire, vol. I, Paris 1886; vol. II, Paris 1892
- Theodor Mommsen, Gestorum Pontificum Romanorum vol. I - Libri Pontificalis pars prior, in Monumenta Germaniae Historica, Berolini 1898